# Jean Baillet (résistant)
Jean Baillet, né le 3 mars 1908 à Tanlay et mort fusillé le 27 août 1941 au Mont Valérien, est un ouvrier jardinier, militant communiste et résistant français. Mobilisé au début de la Seconde Guerre mondiale, il devient à l'été 1941 dirigeant de l'Organisation spéciale avec Pierre Rebière, Paul Dumont et Marcel Paul.

## Biographie
Jean Baillet adhère au Parti communiste en 1931. Candidat en 1935 pour devenir conseiller général dans la 2e circonscription du canton de Colombes, il perd au second tour malgré le désistement du candidat socialiste face à Casalis membre des radicaux indépendants.
En 1937, il devient secrétaire général du Parti communiste pour la région Paris Ouest (14 communes de la Seine et 19 cantons de Seine-et-Oise).
Il est emprisonné au début de la guerre lors de l'interdiction du Parti communiste, mais s'échappe en juin 1940.
Il s'engage dans l'Organisation spéciale dont il devient à l'été 1941 l'un des dirigeants avec Pierre Rebière, Paul Dumont et Marcel Paul. Il participe notamment à un attentat qui fait dérailler un train à Epinay avec Roger Linet.
Il est arrêté le 17 août 1941 (ou le 16 pour le musée de la résistance) en haranguant la foule à Aulnay-sous-Bois, condamné à mort le 23, il est fusillé le 27 au Mont Valérien. Selon le parti communiste il aurait été dénoncé par Benjamin-Marie-Joseph de Tinguy du Pouet de la Giroulière, condamné à mort à la Libération puis gracié.

## Hommage
Il reçoit la mention Mort pour la France le 29 octobre 1946 ainsi que la Croix de guerre. Son nom se trouve sur la cloche du Mémorial de la France combattante au Mont-Valérien ainsi que sur le monument aux morts de la ville de Nanterre.
Une place portait son nom à La Garenne-Colombes avant d'être débaptisée en 1991 par la municipalité créant une polémique locale.